# Colotis liagore
Colotis liagore is een vlindersoort uit de familie van de Pieridae (witjes), onderfamilie Pierinae.
Colotis liagore werd in 1829 beschreven door Klug.